# Teufelsstein (Fischerberg)

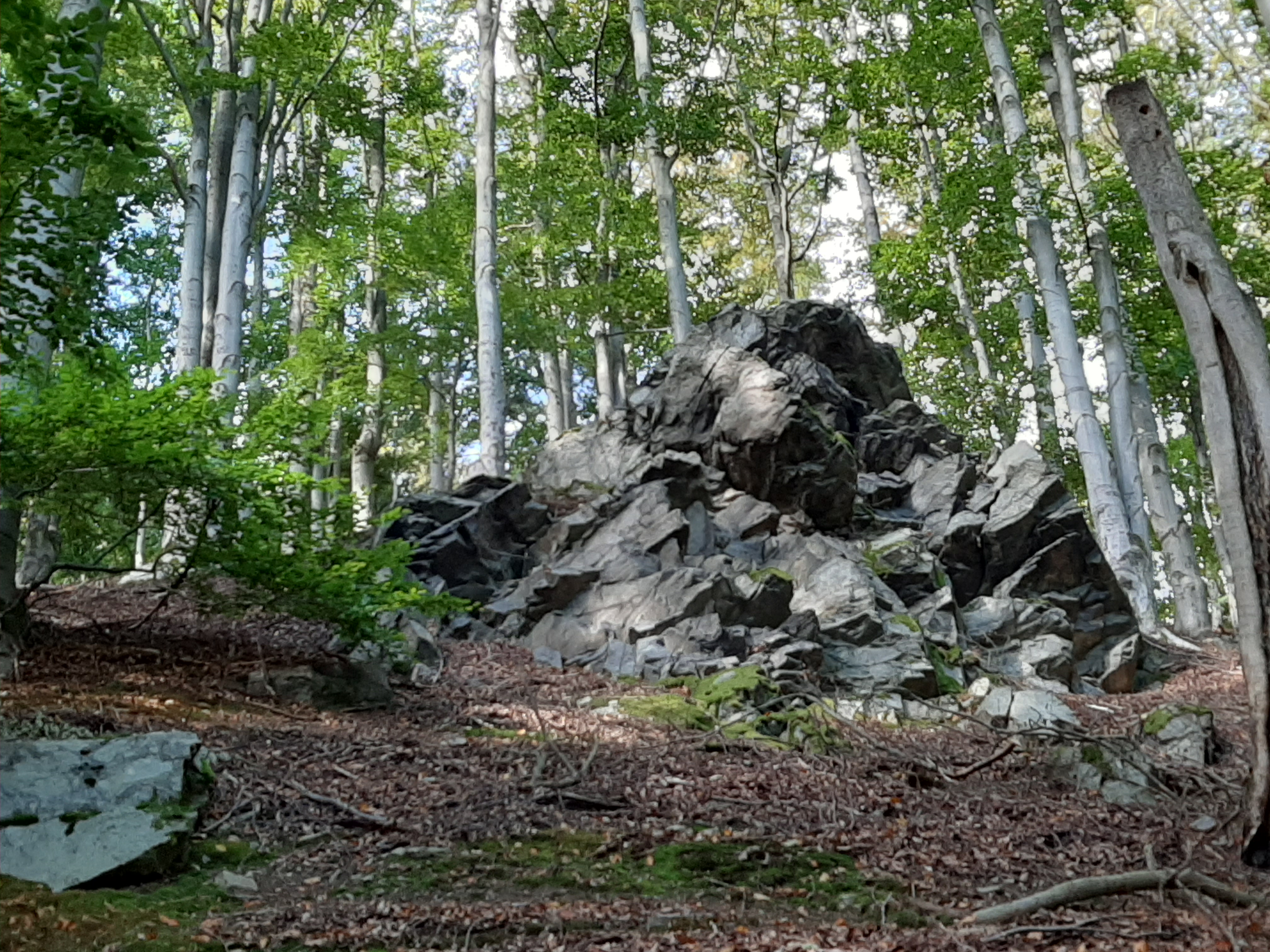
Teufelsstein

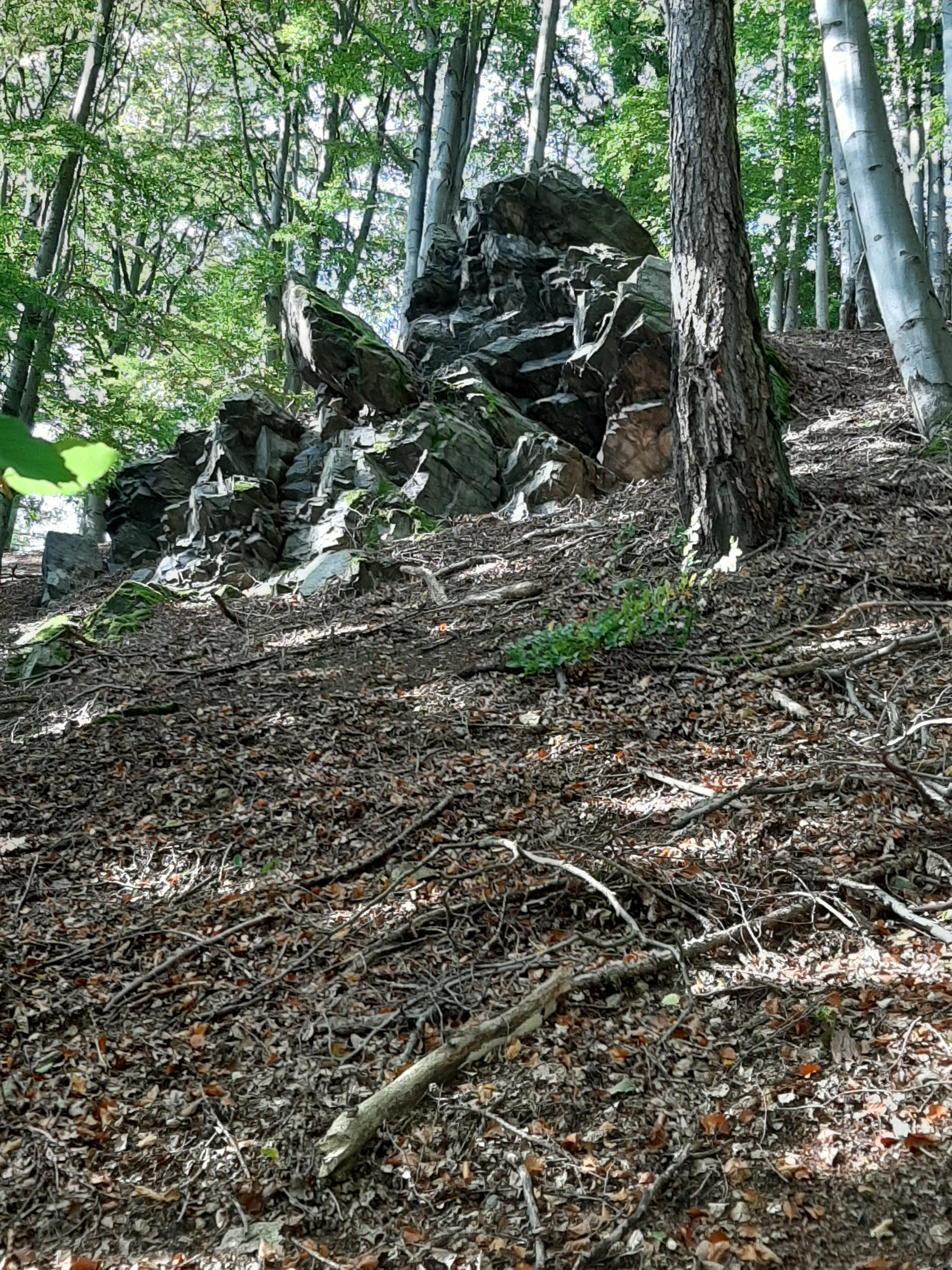
Teufelsstein Seitenansicht

Der Teufelsstein ist ein Felsen am Fischerberg bei der Stadt Weiden. Er besteht aus Biotit-Gneis.

## Lage
Der Teufelsstein liegt am Fischerberg, einem östlich von Weiden gelegenen Berg. Obwohl der Fischerberg ein beliebtes Ausflugsziel ist, welches mit zahlreichen Wanderwegen gut erschlossen ist, führt kein Wanderweg am Felsen vorbei. Es gibt nicht einmal einen Pfad. Um den Teufelsstein trotzdem zu sehen, muss man von dem oberhalb gelegenen Forstweg bei einer überdachten Sitzgruppe den Weg (nach Süden) verlassen, um dann von oben auf den Felsen zu schauen. Er ist nicht in Wanderkarten eingezeichnet.

## Sagen
Es gibt zwei Sagen, die über den Teufelsstein berichten:
- Die erste Sage berichtet aus der Zeit, in der die Michaelskirche gebaut wurde. Der Teufel wollte diesen Bau zerstören. Dafür schleppte er einen Felsen herbei. Doch er sah, dass auf dem Turm bereits ein Kreuz war und er somit keine Macht mehr darüber hatte. Daraufhin ließ er den Felsbrocken voller Wut auf den Fischerberg fallen. Deshalb heißt der Felsen nun Teufelsstein.
- Die zweite Sage handelt vom Tod eines Leuchtenberger Burgfräuleins. Auch in dieser Sage kommt der Teufel vor, sowie ein Grund für den Namen des Teufelssteins (hier Teufelsstuhl).

## Herkunft des Namens
Der Teufelsstein wird im Volksmund auch Teufelsstuhl genannt.

## Die Beschaffenheit des Gneises
Schon auf den ersten Blick fällt ein ungewöhnliches Gestein, der Quarzporphyr (richtiger: Rhyolith) auf, der den aus Gneis bestehenden Teufelsstein scheinbar unterlagert. Das ist zunächst verwunderlich, weil der Gneis wesentlich älter ist als der darunterliegende Rhyolith. Die Erklärung für dieses Phänomen liegt darin, dass der Rhyolith ein vulkanisches Gestein ist, das in seiner Zusammensetzung dem Granit entspricht. Eine  magmatische Schmelzung drang im Perm vor etwa 270 Millionen Jahren in tektonisch bedingten Gesteinsspalten nach oben und kristallisierte in mehreren Gängen mit Mächtigkeiten bis zu 300 m aus. Am Teufelsstein und an einigen anderen Stellen sind darin bis 4 cm große Orthoklaskristalle eingelagert. Der Teufelsstein besteht aus Biotit-Gneis, der sichtbar gefaltet ist. Insgesamt erscheint das Gestein wegen des hohen Biotitanteils dunkel und hebt sich vom hellgrauen bis grünen Rhyolith ab. Besonders gut ist der Biotit-Gneis im aufgelassenen Steinbruch an der Blockhütte aufgeschlossen, von wo er früher als Schotter für den Straßenbau verwendet wurde.